# Hylodes babax
Hylodes babax är en groddjursart som beskrevs av Heyer 1982. Hylodes babax ingår i släktet Hylodes och familjen Hylodidae. IUCN kategoriserar arten globalt som otillräckligt studerad. Inga underarter finns listade i Catalogue of Life.